# Piotr Krzywicki
Vista da sepultura.
Piotr Jacek Krzywicki (Poddębice, 22 de Outubro de 1964 — 9 de dezembro de 2009) foi um político da Polónia. Ele foi eleito para a Sejm em 25 de Setembro de 2005 com 19944 votos em 9 no distrito de Łódź, candidato pelas listas do partido Prawo i Sprawiedliwość.
Ele também foi membro da Sejm 2001-2005.